# Liivi (Fluss)
Liivi (estnisch Liivi jõgi) ist der Name eines Flusses in Estland.

## Beschreibung
Er ist ein rechter Nebenfluss des Kasari. Sein historischer deutscher Name lautet Lohdescher Bach.

## Verlauf
Der Fluss Liivi entspringt beim Dorf Risti im Kreis Lääne. Er hat eine Länge von 55 km. Sein Einzugsgebiet umfasst 257 km².
Bereits um 1680 stand am Fluss in der Nähe des Gutshauses von Koluvere (deutsch Lohde) eine Wassermühle. Auf einer Karte von 1789 sind insgesamt acht Mühlen verzeichnet. Der Fluss ist auch für seine guten Fischgründe bekannt.